# Кивекяс, Арне Францевич
А́арне Фра́нцевич Ки́векяс (фин. Aarne Kivekäs; 27 марта 1902, Гельсингфорс, Великое княжество Финляндское — 1982, Петрозаводск, Карельская АССР) — легкоатлет, мастер спорта СССР.
Чемпион I Всесоюзной спартакиады 1928 года в беге на 800 м. Многократный чемпион и рекордсмен СССР 1925—1934 годов в беге на 800, 1000, 1500, 3000, 5000, 10000 метров.

## Биография
Родился 27 марта 1902 года в Хельсинки, в семье рабочего.
В 1918 году принимал участие в финской революции в составе Красной гвардии Финляндии. После поражения революции продолжал подпольную деятельность. С мая 1918 года по ноябрь 1918 года находился в плену. С декабря 1918 года по апрель 1922 года работал в Хельсинки слесарем в оружейной, затем в авторемонтной мастерской. С апреля 1922 по август 1923 годов служил унтер-офицером в финляндской регулярной армии.
В конце 1923 года бежал в Советскую Россию. Окончил Интернациональную школу красных командиров в Ленинграде.
С 1926 года — в Автономной Карельской ССР, служил офицером в Карельской егерской бригаде.
А. Ф. Кивекяс был одним из сильнейших спортсменов СССР в беге на средние и длинные дистанции, многократный чемпион и рекордсмен СССР по легкой атлетике, более 600 раз выступал в различных соревнованиях, в 1928 году стал победителем первой Всесоюзной спартакиады в беге на 1500 м.
В начале Великой Отечественной войны был начальником оперативной части отдельной лыжной бригады на Карельском фронте. После тяжелого ранения майор Кивекяс занимался лыжной подготовкой бойцов Красной Армии на Урале. Награждён орденом Красной Звезды и медалями.
После войны окончил институт физической культуры в Тбилиси, вернулся в Карелию, работал преподавателем на кафедре физического воспитания и спорта Петрозаводского госуниверситета (1949—1962).
Тренер сборных команд Карелии по лёгкой атлетике. Судья всесоюзной категории (1951).
Олимпийский арбитр (1980).
В память о А. Ф. Кивекясе в Петрозаводске ежегодно проводятся легкоатлетические соревнования среди молодёжи на «Приз А. Ф. Кивекяса».